# Laetitia Chapeh
Laetitia Chapeh Yimga (Duala, 7 de abril de 1987) es una futbolista que juega como mediocentro defensivo en el FF Douaisis de la Régional 1 de Francia.
Ha jugado en Camerún en el Eleven Sisters de Bamenda y el Lorema FC de Yaundé, en Guinea Ecuatorial en el Waiso Ipola, en Polonia en el 1.FC Katowice (2011-12) y el Medyk Konin (2012-14), y en Lituania en el Gintra Universitetas (2014-act). Ha jugado la Champions League con el Gintra.
Con la selección de Guinea Ecuatorial ha jugado el Mundial 2011.